# Rhipicephalus masseyi
Rhipicephalus masseyi är en fästingart som beskrevs av Thomas Nuttall och Warburton 1908. Rhipicephalus masseyi ingår i släktet Rhipicephalus och familjen hårda fästingar. Inga underarter finns listade i Catalogue of Life.